# لت مسجد جامع
لت مسجد جامع مربوط به دوره صفوی است و در شهرستان کاشان، بخش مرکزی، شهر کاشان، فین بزرگ، روبروی مسجد جامع واقع شده و این اثر در تاریخ ۱۵ دی ۱۳۸۷ با شمارهٔ ثبت ۲۴۰۲۶ به‌عنوان یکی از آثار ملی ایران به ثبت رسیده است.